# Cap Camarón
Le Cap Camarón est situé sur la mer des Caraïbes sur la côte nord de la République du Honduras, dans le Département de Colón.
Il marque la frontière avec le département de Gracias a Dios.
Le terrain à l'intérieur des terres est très plat. Le point culminant à proximité se situe à 593 mètres d'altitude, à 19,3 km au sud du cap Camarón. La population est plutôt clairsemée, avec 34 habitants par kilomètre carré.